# Dinjiška
Dinjiška est un village de la municipalité de Pag (Comitat de Zadar) en Croatie. Au recensement de 2011, la ville seule comptait 137 habitants.